# BloodRayne: Betrayal
BloodRayne: Betrayal este un joc video de tip platformer și hack and slash dezvoltat de WayForward Technologies și publicat de Majesco Entertainment. Lansat în 2011, jocul este a treia intrare în seria BloodRayne și reprezintă o schimbare semnificativă față de predecesorii săi, adoptând un stil artistic 2D și un gameplay platformer, în loc de abordarea 3D action-adventure din titlurile anterioare.

## Context și Dezvoltare
Jocul a fost dezvoltat de WayForward Technologies, un studio cunoscut pentru abordarea sa în crearea jocurilor 2D cu stiluri artistice unice și mecanici de joc bine definite. Spre deosebire de primele două jocuri BloodRayne, care au fost dezvoltate de Terminal Reality și au folosit un motor grafic 3D, BloodRayne: Betrayal a fost creat pentru a oferi o experiență de joc diferită, cu accent pe elementele clasice de platformer și pe un stil vizual inspirat de benzi desenate.

## Gameplay

### Mecanici de Joc
BloodRayne: Betrayal este un joc de platformă cu acțiune intensă și elemente de hack and slash. Jucătorii o controlează pe Rayne, un dhampir (jumătate om, jumătate vampir), în timp ce aceasta navighează prin diverse nivele pline de capcane mortale, inamici periculoși și puzzle-uri provocatoare. Jocul pune accent pe reflexe rapide, precizie și folosirea abilităților speciale ale lui Rayne, cum ar fi atacurile corp la corp, săriturile duble și utilizarea armei sale de foc.

### Stil Artistic
Jocul prezintă un stil artistic distinct, cu grafică 2D desenată manual care aduce aminte de stilul vizual al benzilor desenate gotice. Animațiile fluide și detaliile vizuale contribuie la atmosfera întunecată și sinistră a jocului, creând o experiență vizuală unică și memorabilă.

### Dificultate
BloodRayne: Betrayal este cunoscut pentru nivelul său ridicat de dificultate. Jocul nu iartă greșelile și cere jucătorilor să învețe și să stăpânească mecanicile sale pentru a progresa. Acest lucru poate face jocul frustrant pentru unii jucători, dar oferă o satisfacție deosebită celor care reușesc să depășească provocările sale.

### Poveste
Povestea jocului continuă aventurile lui Rayne, în timp ce aceasta este recrutată de Brimstone Society pentru a elimina o amenințare vampirică. De-a lungul călătoriei sale, Rayne trebuie să se confrunte cu numeroase creaturi supranaturale și să exploreze un castel gotic plin de secrete. Deși povestea nu este foarte complexă, ea servește drept fundal pentru acțiunea intensă și gameplay-ul captivant.

## Recepție și Critică

### Recepție Critică
BloodRayne: Betrayal a primit recenzii mixte spre pozitive din partea criticilor. Unii au lăudat stilul artistic, muzica și gameplay-ul provocator, în timp ce alții au criticat dificultatea ridicată și lipsa de variație în designul nivelurilor. Pe Metacritic, jocul are un scor agregat moderat, reflectând opiniile împărțite ale criticilor.

### Reacția Jucătorilor
Reacția jucătorilor a fost similară cu cea a criticilor. Unii au apreciat provocările și stilul vizual al jocului, în timp ce alții au considerat că dificultatea excesivă și lipsa de îndrumare pot fi descurajante. Cu toate acestea, BloodRayne: Betrayal a reușit să adune un număr de fani devotați care apreciază designul său unic și gameplay-ul intens.

## BloodRayne: Betrayal - Fresh Bites
În 2021, pentru a marca 10 ani de la lansarea inițială, WayForward a lansat "BloodRayne: Betrayal - Fresh Bites", o versiune remasterizată a jocului original. Această ediție aduce îmbunătățiri grafice, ajustări de gameplay și voci noi pentru personaje, contribuind la reînnoirea interesului pentru titlu și atragerea unei noi generații de jucători.

## Impact și Moștenire
BloodRayne: Betrayal a avut un impact semnificativ asupra seriei, demonstrând că aceasta poate evolua și se poate adapta la noi stiluri și genuri de joc. De asemenea, jocul a contribuit la creșterea notorietății WayForward Technologies ca dezvoltator capabil să creeze experiențe de joc memorabile și inovatoare.
Acest joc rămâne o parte importantă a seriei BloodRayne, reprezentând o schimbare îndrăzneață față de jocurile anterioare. Cu un stil artistic distinct, gameplay provocator și o moștenire care continuă să influențeze, jocul este o piesă remarcabilă în istoria jocurilor de platformă și hack and slash. Deși nu este lipsit de controverse, BloodRayne: Betrayal este un exemplu de cum o serie poate evolua și surprinde, menținându-și în același timp esența și atractivitatea.